# NGC 5867
NGC 5867 (другое обозначение — PGC 2512461) — галактика в созвездии Дракон.
Этот объект входит в число перечисленных в оригинальной редакции «Нового общего каталога».